# Varhtšoaivi
Varhtšoaivi är ett berg i Finland. Det ligger i Enontekis i landskapet Lappland, i den norra delen av landet, 1 000 km norr om huvudstaden Helsingfors. Toppen på Varhtšoaivi är 833 meter över havet.
Terrängen runt Varhtšoaivi är platt söderut, men norrut är den kuperad. Varhtšoaivi ligger uppe på en höjd som går i öst-västlig riktning.  Trakten runt Varhtšoaivi är nära nog obefolkad, med mindre än två invånare per kvadratkilometer. Det finns inga samhällen i närheten. Omgivningarna runt Varhtšoaivi är i huvudsak ett öppet busklandskap.